# Boušín (Slatina nad Úpou)
Boušín (dawniej również Bohušín, niem. Bauschin) – najstarsza część czeskiej gminy Slatina nad Úpou w powiecie Náchod. Jest tutaj kościół, budynek parafii (nr 192), starożytny spichlerz oraz cztery wiejskie domy (nr 193, 195, 196 oraz 200). Wokół kościoła jest cmentarz i pod kościołem w lesie kapliczka z „cudownym” źródłem.

## Geografia i przyroda

### Położenie
Miejscowość jest położona w północno-wschodniej części gminy Slatina nad Úpou w powiecie Náchod.
Teren ten jest jednym z ostatnich południowych odnóg wyżyny Podkrkonošská pahorkatina.
Północna granica Křižanova składa się z lasu Barchoviny, który sięga osady Končiny. We wschodnim sąsiedztwie znajduje się rzeka Úpa, za którą znajdują się Stolín a Mstětín, dzielnicy Červenego Kostelca. Na południu oraz zachodzie leży gmina Slatina nad Úpou.

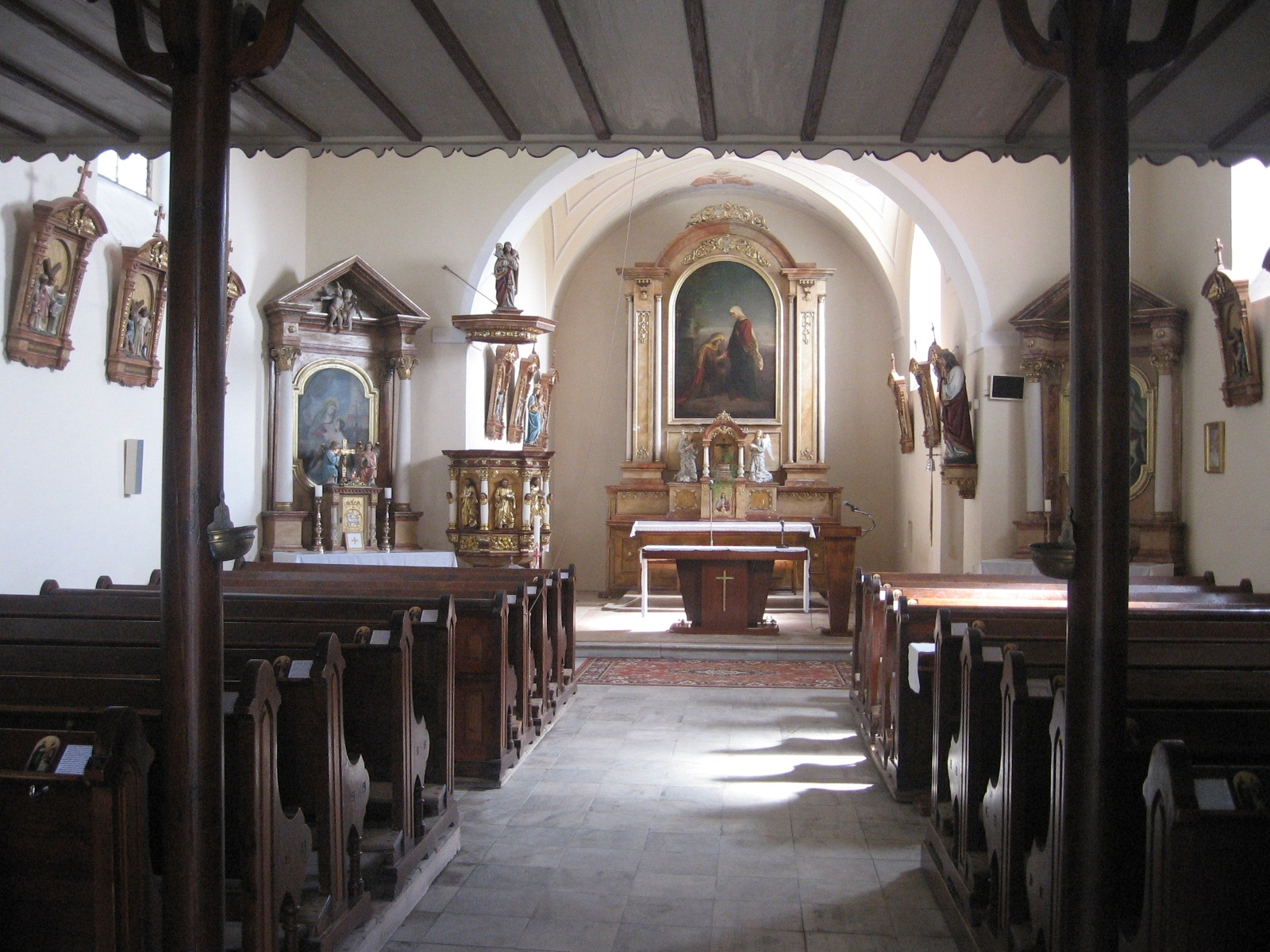
Wnętrze kościoła

Współrzędne geograficzne Křižanova wynoszą: 50° 27’ 24’’ długości geograficznej wschodniej oraz 16° 03’ 24’’ szerokości geograficznej północnej.

### Powierzchnia
Boušín tworzy razem ze Slatiną nad Úpą jeden obszar katastralny. Dlatego dostępne materiały prezentują tylko powierzchnię całego obszaru katastralnego, który wynosi 1011 ha.

### Hydrologia
Miejscowość leży w dorzeczu Úpy. Najważniejszym ciekiem jest bezimienny potok, którego źródło znajduje się w miejscu zwanym Rokle i po około 500 m wpada do rzeki Úpy.

### Geomorfologia i geologia
Teren wsi znajduje się w południowej części Wyżyny Podkarkonoskiej. Geomorfologicznie leży na południowym wschodzie Podgórza Karkonoskiego, lub raczej jego części zwanej Kocléřovský hřbet, a od północnego zachodu w kierunku zachodnim ciągnie się jej częściowy grzbiet zwany Hořičský hřbet, którego najwyższy szczyt, Liščí hora (609 m n.p.m.), jest położony w pobliżu gminy Hajnice. Podobnie i inne szczyty tego przedziału pomiędzy pofałdowanym rejonem Podkarkonosza i płaską Płytą Czeską – Kopna (582 m n.p.m.) i Smiřická stráň (569 m n.p.m.) – znajdują się poza terenem wsi. Na wschodzie Hořičský hřbet przechodzi w Wyżynę Olešenską, którą przecina pod wsią rzeka Úpa. Najwyższy punkt znajduje się na wysokości 394,1 m n.p.m.
Boušín należy geologicznie do Česká křídová pánev, co oznacza, że jest częścią Masywu Czeskiego. Większość wsi, w sensie chronostratygraficznym, należy do późnej kredy, a dokładniej do dolnego oraz środkowego turonu. Dlatego tutaj można znaleźć głównie piaszczyste margle oraz spongiolity. W kierunku północnego zachodu przeważają relikty słodkowodnego trzeciorzędu (piaszczyste żwiry i piaski).

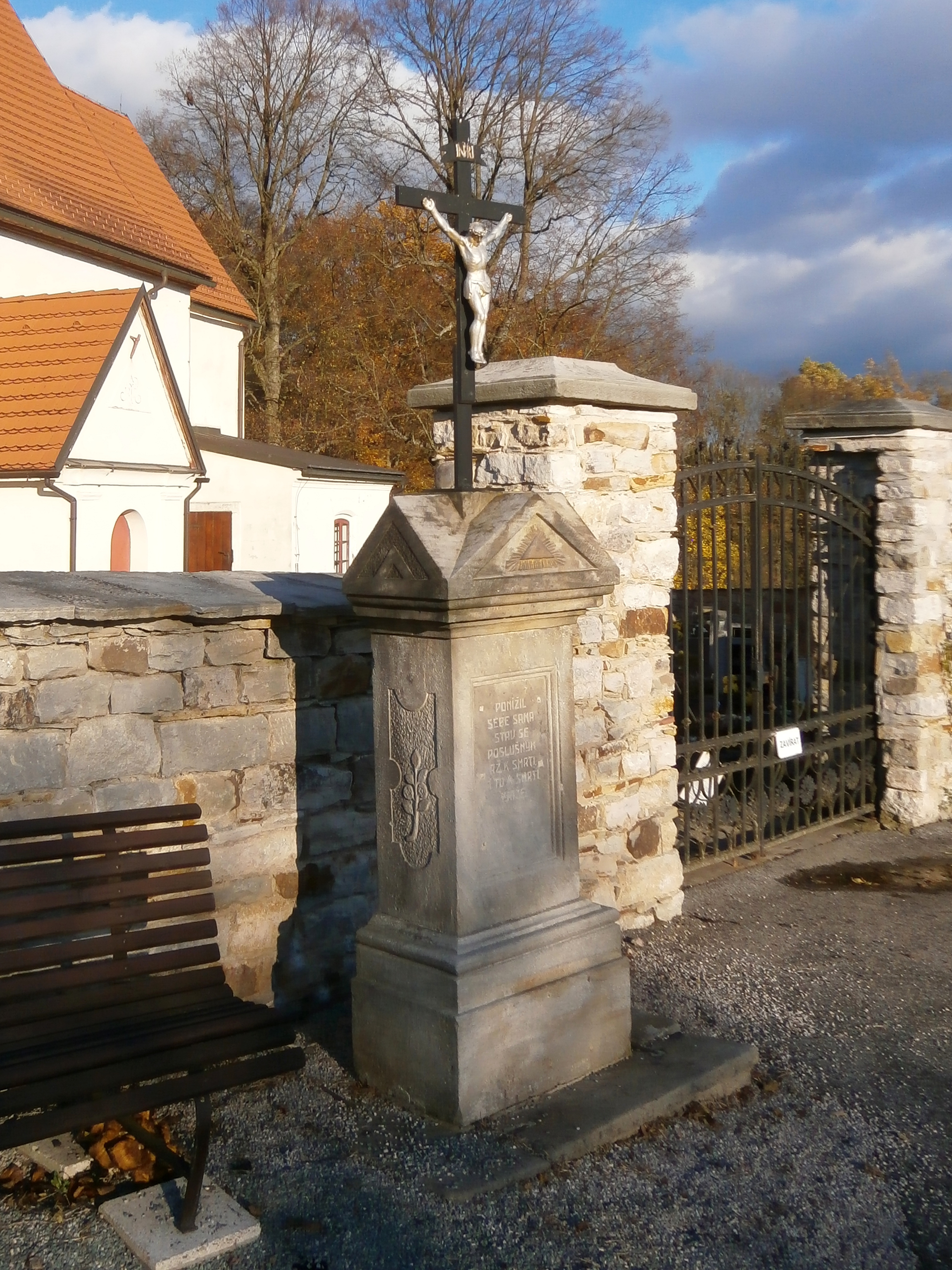
Krzyż przy bramie cmentarza

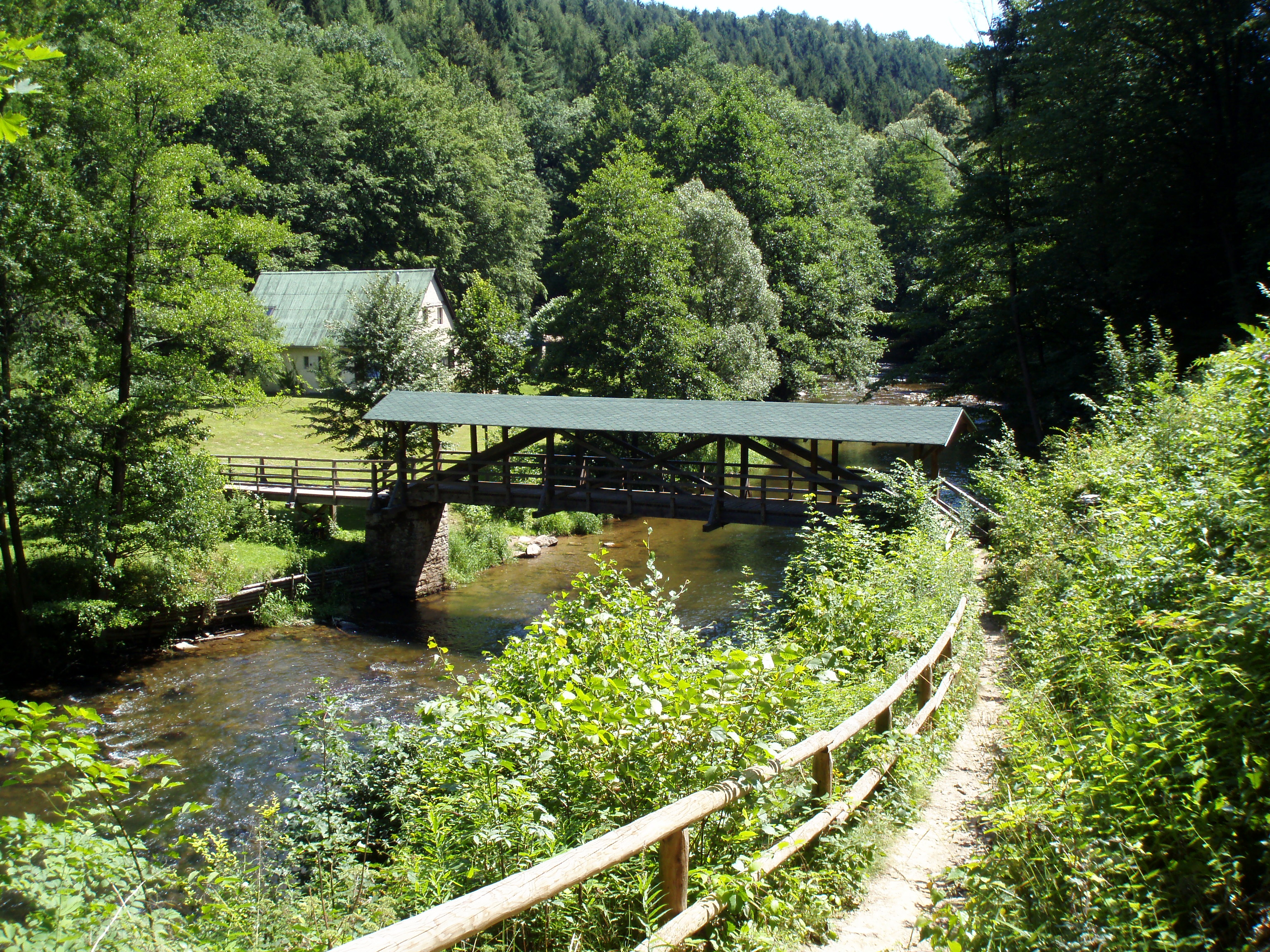
Boušínská lávka

## Demografia

### Liczba ludności
| Rok             | 1794 | 1824 | 1895 |
| --------------- | ---- | ---- | ---- |
| Liczba ludności | 16   | 28   | 38   |

Źródło: Czeski Urząd Statystyczny

### Liczba domów
| Rok          | 1794 | 1824 | 1895 |
| ------------ | ---- | ---- | ---- |
| Liczba domów | 2    | 4    | 6    |

Źródło: Czeski Urząd Statystyczny

## Historia[4]
W XII. w. powstała tutaj osada, której nazwę – Bohušín – nadano od jej założyciela, Bogusza Brodatego, kasztelana kłodzkiego.
Pierwsza wzmianka dotycząca drewnianej świątyni pochodzi z 1350 r. Pierwszym proboszczem został tutaj Jetřich (Theodosius, Dětřich, zmarł 1358), krewny arcybiskupa Arnošta z Pardubic, koło 1375 r. był proboszczem boušínskim Albrecht ze Skalice.
Większość źródeł zgadza się, że pierwotny kościół został spalony i zniszczony przez husytów w 1424 r., kiedy Jan Žižka z Trocnova z wojskiem hradeckim pokonał 6 stycznia wojowników panów katolickich – Jana Městeckiego z Opočna, Půtę z Častolovic, Hynka z Cervenej Hory oraz Arnošta z Černčic. Nie jest też wykluczone, że tak się stało dopiero w 1427 r., kiedy husyci oblegali bliski zamek Červená Hora. Parafia więc została zniesiona i w XVI. w. tutaj rządzili utrakwiści z pobliskich parafii.
Według proboszcza Josefa Myslimíra Ludvíka zbudował w 1464 r. nowy drewniany kościół Jan Litobořský z Chlumu, a na Turyni. Miał być wyrazem wdzięczności za cudowne wyleczenie jego głuchoniemej córki.
W latach 1625–1663 zarządzał parafią dziekan náchodski, a potem Boušín został włączony do parafii w Czeskiej Skalicy.

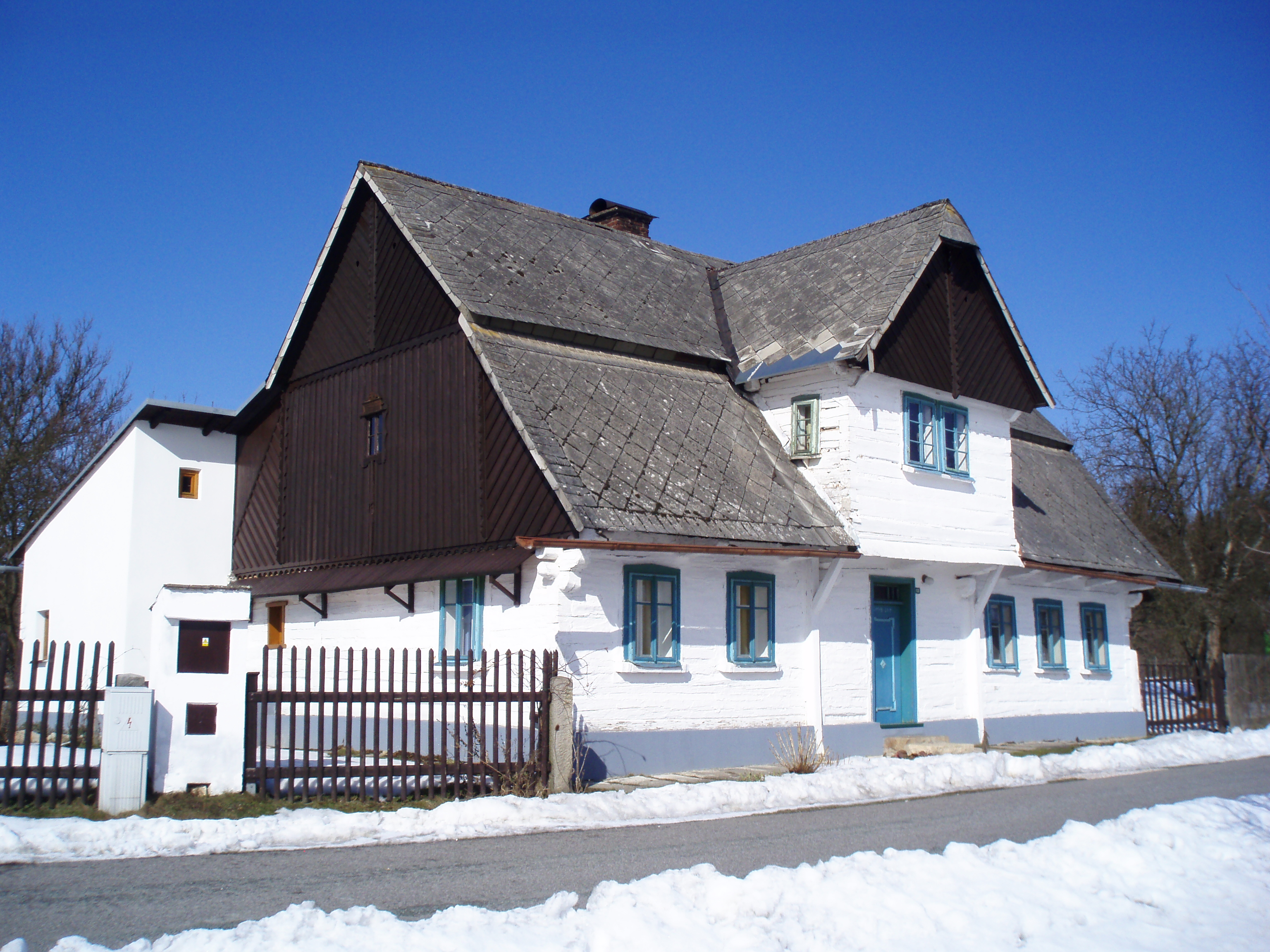
Dom nr 193

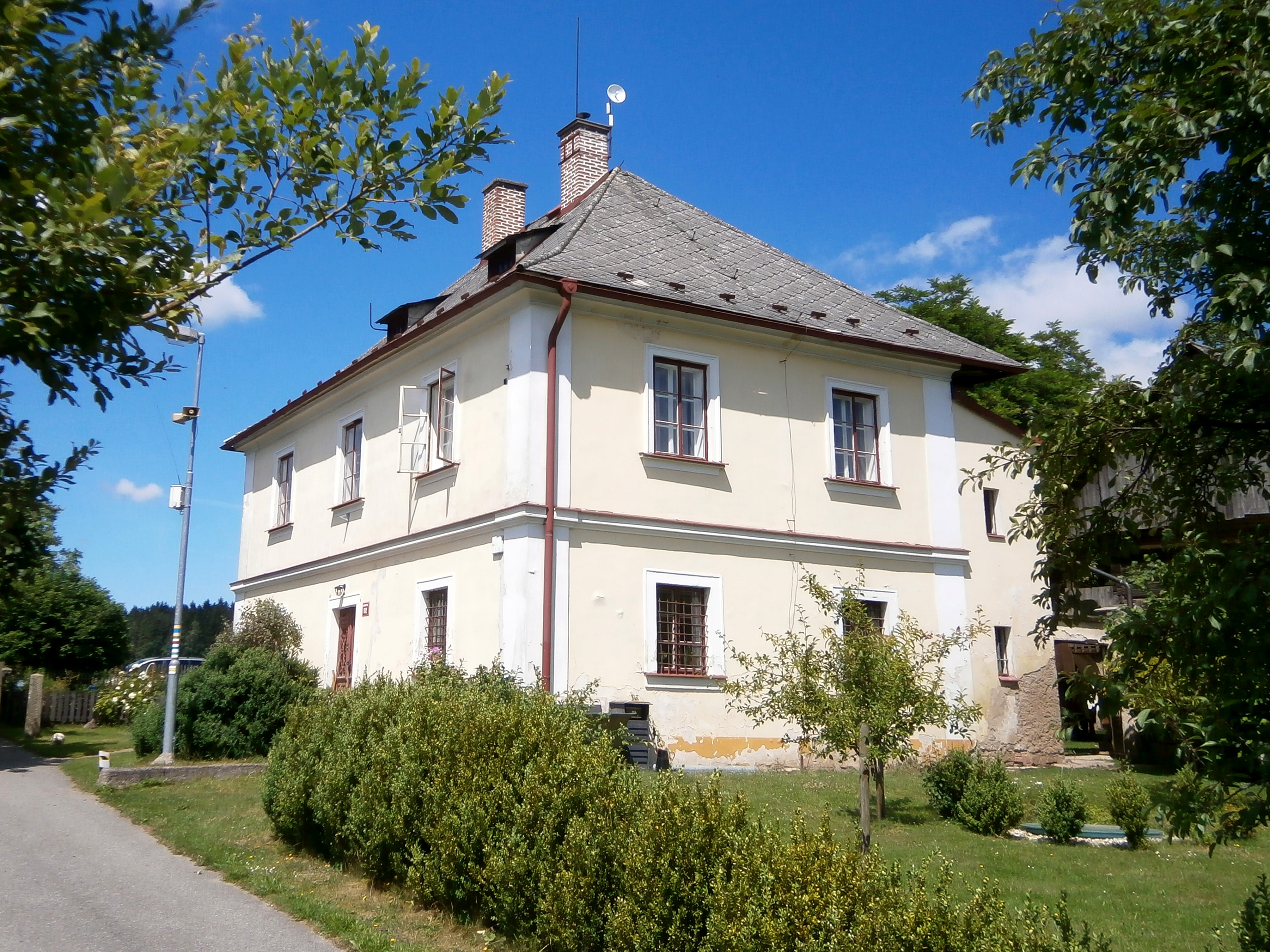
Budynek plebanii

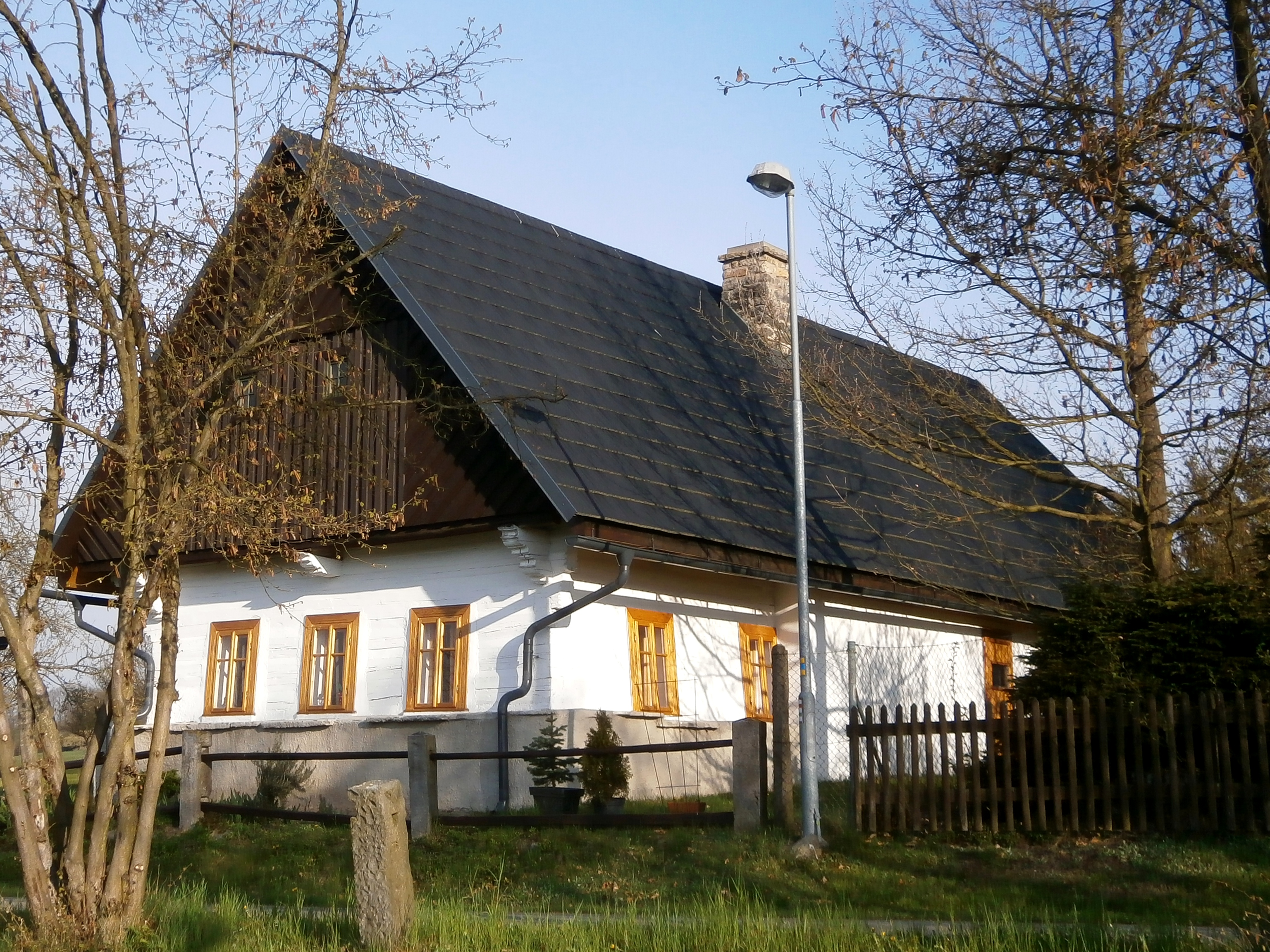
Dom nr 196

Lista plebanów i proboszczów kościoła Nawiedzenia Najświętszej Marii Panny w latach 1730–1950
| Okres sprawowania funkcji | Imię i nazwisko                  |
| 1730-1746                 | Jiří Ignác Milota                |
| 1746-1767                 | Karel Šebestián Stroner          |
| 1767-1791                 | Jan Nepomuk Niewelt              |
| 1791-1804                 | František Janeba                 |
| 1804-1814                 | Josef Unger                      |
| 1814-1830                 | Antonín Vondráček                |
| 1830-1832                 | František Kerner (admin.)        |
| 1832-1837                 | František Hromádko (admin.)      |
| 1837-1847                 | Antonín Albl                     |
| 1847                      | Josef Samohrd (admin.)           |
| 1847-1848                 | Josef Myslimír Ludvík            |
| 1848-1849                 | Antonín Müller (admin.)          |
| 1849-1853                 | František Capoušek               |
| 1853-1859                 | Jiří Ehl                         |
| 1859-1874                 | Josef Rudiš                      |
| 1874-1875                 | Jan Evangelista Němeček (admin.) |
| 1875-1896                 | Josef Vyhnálek                   |
| 1896-1897                 | Petr Bakeš (admin.)              |
| 1897-1900                 | Josef Kalous                     |
| 1900-1902                 | Josef Stejskal                   |
| 1902                      | František Víša (admin.)          |
| 1902-1904                 | Karel Hrdina                     |
| 1904-1946                 | Antonín Svatoš                   |
| 1946-1950                 | Josef Blahník                    |

Na ruinach starego drewnianego został w latach 1682–1692 zbudowany nowy kościół murowany. Jego budowniczym był książę Lorenzo Piccolomini de Aragona, właściciel nachodskich posiadłości ziemskich.
Dopiero w latach 1728–1730 został zbudowany budynek parafialny. Parafia została przywrócona 27 czerwca 1730 i pierwszym proboszczem boušínskim został Jiří Milota. Od 1950 r., kiedy proboszcz Josef Blahník został przemieszczony do Starego Města u Trutnova, jest parafia administrowana z Červenego Kostelca.
W 1958 r. wieś została zelektryfikowana jako ostatnia część gminy Slatina nad Úpou. Nowej asfaltowej drogi doczekał się Boušín dopiero w 1973 r.
1 stycznia 1994 r. rozpoczęła działalność fundacja „Společnost za obnovu a zachování poutního místa Boušín” i jej rejestracja odbyła się 25 lutego tego samego roku. Jej celem jest pozyskiwanie środków finansowych na realizację odnowy oraz rozwoju miejscowego sanktuarium maryjnego w celu jego zachowania dla przyszłych pokoleń.
W latach 1995–2000 odbył się stopniowy remont muru wokół miejscowego cmentarza oraz w następnych latach odbywały się kolejne prace remontowe w parafialnym kościele, które będą trwać jeszcze długo. Ponad pół wieku braku zainteresowania kościołem przyniosło wiele problemów, a na ich rozwiązanie brakuje pieniędzy.

## Zabytki
- Kościół Nawiedzenia Najświętszej Marii Panny z lat 1682–1692[14]
- Plebania ze spichlerzem z lat 1728–1730
- Krzyż żelazny na kamiennym postumencie przy bramie cmentarza z 1898 r.
- Kaplica murowana z 1924 r.[15]
- Kładka dla pieszych „Boušínská lávka”[16] (zbudowana w 1876 r. przez właściciela nachodskich posiadłości ziemskich Wilhelma Augusta von Schaumburg-Lippe, 14 stycznia 1948 zniszczona przez powódź i w tym samym roku odbudowana, 1999 ze względu na zły stan techniczny została rozebrana, 29 kwietnia 2000 otwarta nowa kładka, 24 września 2002 zniszczona przez spadający gruby buk, na wiosnę 2003 nowo naprawiona, wiosną 2008 zniszczona przez orkan Emma[17], 21 marca 2008 została rozebrana[18], 20 listopada 2008 otwarta nowa kładka)[19]